# Лебідь Анатолій В'ячеславович
Лебідь Анатолій В'ячеславович (рос. Анато́лий Вячесла́вович Ле́бедь, нар.10 травня 1963 р., м. Валга — пом.27 квітня 2012 р., м. Москва) — офіцер 45-го окремого гвардійського орденів Кутузова та Олександра Невського розвідувального полку спеціального призначення РФ, гвардії підполковник спецпризначення ПДВ, Герой Російської Федерації з 2005 р., кавалер Ордена Святого Георгія IV ступеня з 2008 р..

## Життєпис
Народився 10 травня 1963 р. в місті Валга Естонської РСР. Його батько В'ячеслав Андрійович Лебідь воював у Другій світовій війні. Служив на Північному флоті, а під час Сталінградської битви - у морській піхоті.
Під час навчання в ПТУ № 11 в Кохтла-Ярве Анатолій займався парашутним спортом в місцевій школі ДТСААФ. До закінчення технікуму на його рахунку було близько 300 стрибків. Працював слюсарем-ремонтником на Ахтменському ремонтно-механічному заводі.
3 листопада 1981 р. був призваний на строкову службу. Присягу склав у 44-й навчальній дивізії ПДВ СРСР, дислокованій у селищі Гайжунай, Литовської РСР (44-а повітряно-десантна дивізія СРСР). Служив на посаді командира відділення - командира бойової машини в 57-й окремій десантно-штурмовій бригаді в селищі Актогай Талди-Курганської області Казахської РСР.
У 1986 р. закінчив Ломоносовське військове авіаційно-технічне училище, отримав звання лейтенанта. За розподіленням був у 307-у вертолітному полку Забайкальського військового округу. Незабаром був направлений у Туркестанський військовий округ, де півроку готували до виконання завдань в умовах специфічного клімату Афганістану.
Від 25 квітня 1987 р. воював в Афганістані у складі 239-ї окремої вертолітної ескадрильї ВПС СРСР 40-ї загальновійськової армії. Здійснював бойові виліти як борттехнік гелікоптера "Мі-8" в екіпажі Миколи Майданова. За півтора року Афганістані брав участь в евакуації поранених, пошуку і знищенні караванів зі зброєю з повітря, захопленні боєприпасів і спорядження противника в наземних операціях. Пізніше, служив у Групі Радянських військ у Німеччині, Забайкальському і Сибірському військових округах - в 329-му транспортно-бойовому вертолітному полку і 337-му окремому вертолітному полку.
У 1994 р. звільнився в запас, працював у фонді ветеранів Афганістану в Підмосков'ї.
Добровольцем воював на Балканах за сербів.
З листопада 1999 р. брав участь у контртерористичної операції на Північному Кавказі. Полетів до Махачкали добровольцем для захисту Дагестану від нападу бойовиків, де ніс службу у зведеному міліцейському загоні.
Коли військова операція перемістилася на територію Чечні, він відправився в Москву і уклав контракт з Міністерством оборони Росії, після чого знову повернувся на війну в званні старшого лейтенанта. Служив заступником командира розвідувальної групи 218-го батальйону 45-го окремого полку спеціального призначення ПДВ Росії в районі Гудермеса, Аргуна, в передмістях Грозного, у Веденському районі.
25 червня 2003 р. в горах під Улус-Керт Анатолій підірвався на міні в Аргунській ущелині, через що йому була ампутована права ступня. Йому дозволили продовжувати службу з протезом.
9 січня 2005 р. особисто знищив трьох бойовиків в нерівному бою і тим самим врятував своїх поранених товаришів. В одному з наступних боїв 24 січня власним тілом прикрив пораненого рядового від пострілу з гранатомета. Отримавши легке осколкове поранення в поперек, продовжив командувати головним дозором. В наслідку того бою була захоплена база бойовиків і знищений зв'язковий Шаміля Басаєва.
Указом Президента Російської Федерації від 6 квітня 2005 р. капітанові Анатолію Лебідю було присвоєно звання «Героя Російської Федерації».
У 2008 р. брав участь у бойових діях проти Грузії на абхазькому напрямку. Був у складі групи, яка захопила військово-морську базу в Поті і потопили катери грузинських ВМС. За це - став кавалером російського ордена святого Георгія IV ступеня, другим у черзі після командувача військами Північно-Кавказького військового округу, Сергія Макарова.
27 квітня 2012 р. потрапив у ДТП: розбився на мотоциклі перед воротами парку «Сокольники» в Москві. Похований на «алеї героїв» Преображенського кладовища в Москві.
У пам'ять Анатолія Лебедя в різних містах Росії проводяться турніри з рукопашного бою та змішаних єдиноборств. На згадку про Анатолія Лебедя Союзом десантників Росії заснована медаль «Анатолій Лебідь».